# 利安通德區
利安通德區是非洲中部國家烏干達的111個區之一，由中部區負責管轄，首府是利安通德，距離馬薩卡約75公里，主要的經濟產業是農業，2010年人口估計為76,700。

## 外部連結
- Lyantonde District Homepage
- Lyantonde District has one (1) hospital

00°25′S 31°10′E / 0.417°S 31.167°E